# Olivier Nicklaus
 (avril 2018).
Si vous disposez d'ouvrages ou d'articles de référence ou si vous connaissez des sites web de qualité traitant du thème abordé ici, merci de compléter l'article en donnant les références utiles à sa vérifiabilité et en les liant à la section « Notes et références ».
 (avril 2018).
Olivier Nicklaus est un réalisateur, scénariste, acteur, journaliste et écrivain français.

## Biographie
De 1995 à 2009, il écrit dans l'hebdomadaire Les Inrockuptibles, surtout sur le cinéma et le style. Il a interviewé pour Les Inrocks des figures du cinéma indépendant comme des réalisateurs, des acteurs, mais aussi des stars de la pop et des créateurs de mode.
En 2003, il publie un roman Zouzou, jusqu'à l'aube (édité chez Flammarion) et coécrit le film Far-West de Pascal-Alex Vincent.
En 2004, il collabore à l'émission de télévision Plan(s) rapproché(s) sur Turner Classic Movies (TCM) où il analyse des films, et coécrit le film Hollywood malgré lui de Pascal-Alex Vincent.
En 2005, il participe à l'émission de télévision Pink-Pong sur Pink TV en tant que chroniqueur culturel.
En 2006, il entame une collaboration à l'émission de télévision La mode, La mode, La mode sur Paris Première pour laquelle il réalise une revue de presse, et il est nommé membre de la commission d'aide à la vidéo du Centre National de la Cinématographie (CNC).
En 2007, il réalise le documentaire La Nudité toute nue, diffusé sur Canal+ et sélectionné aux Festivals de Turin en avril 2008 et au Festival de Lisbonne en septembre 2008.
En 2008, il coécrit les films Je viens de Teddy Lussi-Modeste, Donne-moi la main de Pascal-Alex Vincent, et L'étang de Nicolas Perge, et joue dans Lapsus d'Arnauld Visinet.
En 2009, il réalise le documentaire L'une chante, l'autre aussi, avec Valérie Lemercier, Nathalie Baye, Emmanuelle Béart, Mélanie Laurent, Sylvie Testud, etc. diffusé sur Canal+.
En 2009, il réalise le court métrage de fiction Plan Cul, avec Lolita Chammah, François Sagat et Marilyne Canto, diffusé sur Canal+, prix du meilleur court métrage au Festival GLBT de Turin en mai 2011, et sélectionné au Festival Côté Court de Pantin en juin 2010, au Festival CNG de Lyon en septembre 2010, au Festival international d'Ourense en octobre 2010, au Festival Chéries Chéris de Paris en novembre 2010, au Festival Next de Bucarest en avril 2011, au Festival de Dresde en avril 2011, au Festival Queer Lisboa de Lisbonne en septembre 2011, au Festival Mix de Copenhague en octobre 2011, au Festival LesGaiCineMad de Madrid et au Festival Pink Screens de Bruxelles en novembre 2011.
En 2010, il réalise le documentaire The Red Carpet Issue diffusé sur Canal+ en France et sur Sundance Channel aux États-Unis, et sélectionné au Black Nights Film Festival de Tallinn en novembre 2010 et au Baltic Pearl Film Festival de Riga en septembre 2011.
Après une préparation de deux ans, en 2012, il réalise la série documentaire de trois épisodes Fashion ! diffusée sur Arte, distribuée en DVD chez INA Éditions, et sélectionnée au Fashion on Film Festival de la Cinémathèque de Melbourne en septembre 2012, au Festival Chéries Chéris de Paris en octobre 2012, au Festival ASVOFF au Centre Pompidou en novembre 2012, au FIFA (Festival International de Film sur L'Art) de Montréal en mars 2013, et au Holon Design Week de Tel Aviv en mars 2013.
En 2013, il réalise le court métrage Et si on arrêtait ? dans le cadre de la campagne de prévention Tu sais quoi ? coproduite par l'INPES et Yagg, sélectionné au Pink Screens Festival de Bruxelles en novembre 2013, et le documentaire Je poste donc je suis, la mode 2.0.  diffusé sur Paris Première.
En 2014, il réalise le documentaire Pop Models  diffusé sur Arte,, et écrit les textes de Générique, recueil de dessins de Stéphane Manel, édité chez colette.
En 2015, il réalise le documentaire Warren Beatty, une obsession hollywoodienne, diffusé sur Arte, et sélectionné au Festival ASVOFF au Centre Pompidou en décembre 2015.
En 2016, il réalise le documentaire Vadim, Mister Cool, diffusé sur Arte.

## Filmographie

### Réalisateur
- 2007 : La Nudité toute nue, documentaire
- 2008 : L'une chante, l'autre aussi, documentaire
- 2009 : Plan cul, court métrage
- 2010 : The Red Carpet Issue, documentaire
- 2012 : Fashion !, série documentaire
- 2013 : Et si on arrêtait ?, court métrage de prévention
- 2013 : Je poste donc je suis, la mode 2.0., documentaire
- 2014 : Pop Models, documentaire
- 2015 : Warren Beatty, une obsession américaine, documentaire
- 2016 : Vadim, Mister Cool, documentaire
- 2021 : Azzedine Alaïa, un couturier français, documentaire (54 minutes).

### Acteur
- 1998 : Jeanne et le Garçon formidable, long métrage
- 2001 : Hôpital psychiatrique de garnison, court métrage
- 2007 : Dans l'œil, court métrage
- 2009 : Lapsus, court métrage
- 2009 : Plan cul, court métrage
- 2012 : Le Prolongement de moi, court métrage/web-série
- 2013 : Et si on arrêtait ?, court métrage
- 2016 : Planetarium, long métrage

### Scénariste
- 2003 : Far West, court métrage
- 2004 : Hollywood malgré lui, court métrage
- 2007 : La Nudité toute nue, documentaire
- 2008 : L'étang, court métrage
- 2008 : Donne-moi la main, long métrage
- 2008 : L'une chante, l'autre aussi, documentaire
- 2009 : Je viens, court métrage
- 2009 : Plan cul, court métrage
- 2010 : The Red Carpet Issue, documentaire
- 2012 : Fashion !, série documentaire
- 2013 : Et si on arrêtait ?, court métrage
- 2013 : Je poste donc je suis, la mode 2.0., documentaire
- 2014 : Pop Models, documentaire
- 2015 : Warren Beatty, une obsession américaine, documentaire
- 2016 : Vadim, Mister Cool, documentaire

## Publications
- 2003 : Zouzou, jusqu'à l'aube, Flammarion, roman
- 2014 : Générique, Colette.